# Tehničko sveučilište Yıldız
Tehničko sveučilište Yıldız (tur. Yıldız Teknik Üniversitesi, kratica YTÜ) državno je sveučilište orijentirano na tehniku. Nalazi se u Istanbulu u Turskoj.
Utemeljeno je 28. kolovoza 1911. za vladavine sultana Mehmed V. kao visoka škola za voditeljska znanja (tur. Kondüktör Mekteb-i Alisi) radi obrazovanja stručnjaka koji bi poslije upravljali vilajetima. Danas ovo sveučilište pohađa 21 437 studenata. Rektor je Tamer Yılmaz. Krilatica je ovog sveučilišta Her Zaman Parlayan Yıldız 'uvijek sjajeća zvijezda'.
Poznati apsolventi jesu:
- Tarık Akan (1949. – 2016.), turski glumac
- Ali Coşkun (*1939.), turski političar
- Kenan İmirzalıoğlu (*1974.), turski glumac
- Hasan Doğan (1956. – 2008.), turski poduzetnik
- Gökhan Kırdar (*1970.), turski glazbenik
- Ertuğrul Sağlam (*1969.), turski nogometni trener
- Fuat Güner (*1948.), turski pop-glazbenik

## Vanjske poveznice
- Službene stranice (turski)